# Zach Sobiech
Zachary David Sobiech (Saint Paul, 3 de mayo de 1995-Minnesota, 20 de mayo de 2013) fue un cantante de folk rock estadounidense y miembro de la banda de pop A Firm Handshake (junto a Sammy Brown y Reed Redmond) quien ganó bastante atención por parte de los medios por su sencillo «Clouds».

## Biografía
A la edad de 13, Sobiech fue diagnosticado con osteosarcoma. La CBS informó que durante su tratamiento fue sometido a 10 cirugías y 20 rondas de quimioterapia. En mayo de 2012 sus doctores no le daban más de un año de vida. Como respuesta, Sobiech grabó la canción "Clouds", la cual fue lanzada en YouTube, convirtiendo el video en un video viral sobrepasando las 3 millones de visitas hasta su muerte. Otros artistas posteriormente comenzaron a lanzar versiones tributo del video, el más notable de los cuales fue lanzado en el canal de YouTube de Rainn Wilson. Entre los artistas se encuentran Bryan Cranston, Sarah Silverman, Ashley Tisdale, Colbie Caillat, Chris Pratt, Anna Faris, Jason Mraz, Sara Bareilles, Andy Grammer, Angela Kinsey, Jenna Elfman, Jack McBrayer, Jenna Fischer y The Lumineers entre otros.  SoulPancake lanzó un documental sobre Sobiech titulado "My Last Days".
La familia de Sobiech inició la Fundación de Osteosarcoma Zach Sobiech en la Fundación de Investigación del Cáncer Infantil.
Falleció el 20 de mayo de 2013 a la edad de 18 años.

## Discografía

### Sencillos
| Título                                                                                               | Año  | Posiciones en las listas | Posiciones en las listas | Posiciones en las listas | Posiciones en las listas | Posiciones en las listas | Posiciones en las listas | Álbum     |
| Título                                                                                               | Año  | US                       | AUS Digital              | CAN                      | IRL                      | NZ                       | UK                       | Álbum     |
| --- | ---- | ------------------------ | ------------------------ | ------------------------ | ------------------------ | ------------------------ | ------------------------ | --------- |
| «Clouds»                                                                                             | 2013 | 26                       | —                        | 14                       | —                        | —                        | 50                       | Fix Me Up |
| «Fix Me Up»                                                                                          | 2013 | 20                       | —                        | 22                       | —                        | —                        | 121                      | Fix Me Up |
| "—" muestra que su lanzamiento no obtuvo certificación en ventas, ni apareció en el posicionamiento. |      |                          |                          |                          |                          |                          |                          |           |

### Videos musicales
| Título                        | Año  |
| ----------------------------- | ---- |
| «Clouds»                      | 2013 |
| «Fix Me Up» (con Sammy Brown) | 2013 |